# Xã Monroe, Quận Linn, Iowa
Xã Monroe (tiếng Anh: Monroe Township) là một xã thuộc quận Linn, tiểu bang Iowa, Hoa Kỳ. Năm 2010, dân số của xã này là 13.020 người.